# Mastixis malis
Mastixis malis är en fjärilsart som beskrevs av Druce 1891. Mastixis malis ingår i släktet Mastixis och familjen nattflyn. Inga underarter finns listade i Catalogue of Life.